# Johann Martin von Wagner

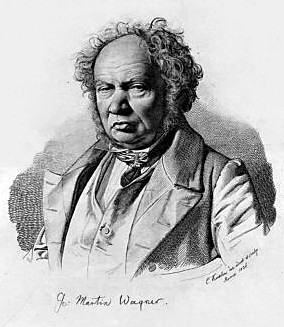
Johann Martin von Wagner auf einer Zeichnung von Johann Martin Küchler

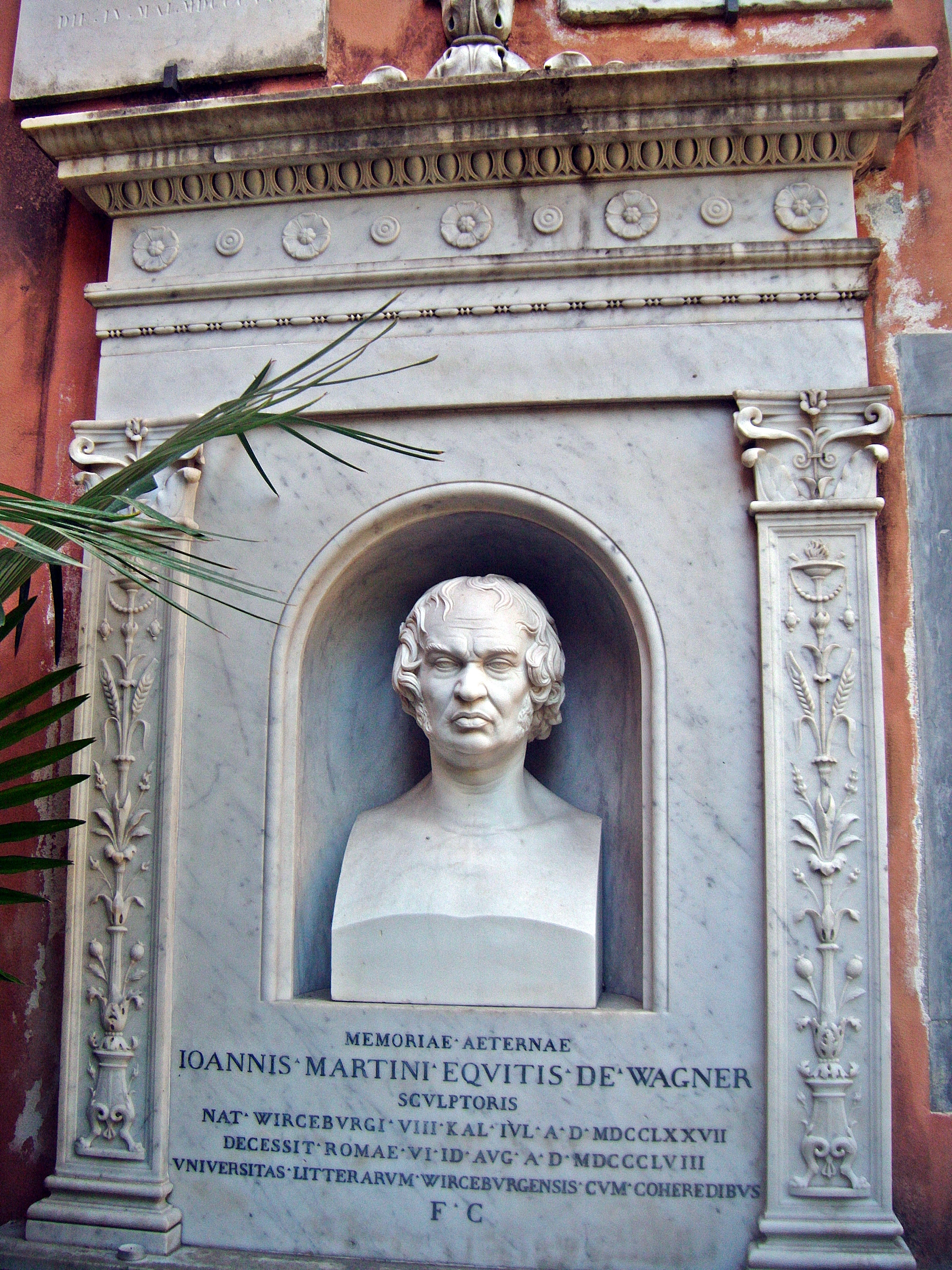
Grabstätte, Campo Santo Teutonico, Rom

Johann Martin Wagner, ab 1825 von Wagner (* 24. Juni 1777 in Würzburg; † 8. August 1858 in Rom), war ein deutscher Maler, Bildhauer und Kunstsammler sowie Kunstagent König Ludwigs I in Rom. Durch die Schenkung seiner umfangreichen Kunstsammlung wurde das heute nach ihm benannte Martin von Wagner Museum der Universität Würzburg zu einem der größten Universitätsmuseen Europas.

## Leben
Johann Martin Wagner wurde als Sohn des fürstbischöflichen Hofbildhauers Johann Peter Wagner in Würzburg geboren, besuchte das dortige Gymnasium und wurde mit 19 Jahren Schüler des Vaters. Er studierte 1797 bis 1802 unter Heinrich Füger an der Wiener Kunstakademie und in Paris Malerei, kehrte dann aber – da ihm die Mittel ausgegangen waren – 1802 nach Würzburg zurück.
1802 erhielt Wagner einen ersten Preis für seine Komposition Äneas befragt Venus nach dem Weg nach Karthago und nahm folgenden Jahr an einem von Johann Wolfgang von Goethe und dem Kreis der „Weimarer Kunstfreunde“ zum Theme Ulysses besänftigt den Polyphem durch Wein ausgeschriebenen Preis für bildende Künstler teil. Er gewann nicht nur den Preis von 60 Dukaten, sondern erhielt dank der Fürsprache des Dichters außerdem eine Anstellung als Professor der zeichnenden Künste an der Universität Würzburg. Verbunden war dies mit dem Angebot, einen zweijährigen Studienaufenthalt in Italien zu absolvieren.
In Rom angekommen wurde Wagner aufgrund eines Empfehlungsschreibens von Goethe Zeichenlehrer im Hause von Wilhelm von Humboldt, der damals als preußischer Gesandter in Italien weilte. Der Rom-Aufenthalt des Künstlers sollte schließlich vier statt zwei Jahre dauern, und es sollte nicht der letzte sein. Auf dem Heimweg nach Würzburg traf Wagner in Innsbruck den bayerischen Kronprinzen Ludwig, und bereits zwei Jahre später 1810 verließ er seine Heimatstadt erneut in Richtung Rom, diesmal in offiziellem Auftrag, als Kunstagent und Kunstberater des Kronprinzen. Insgesamt fast vier Jahrzehnte, bis 1848, übte Martin von Wagner diese Funktion aus. Er beriet Ludwig unter anderem bei der Zusammenstellung einer Sammlung griechischer Vasen und beim Aufbau der Münchner Glyptothek, für die er beispielsweise den Kauf des Barberinischen Faun und der Giebelfiguren vom Aphaia-Tempel vermittelte.
1812 erwarb Wagner im Auftrag Ludwigs I. das Ensemble der Giebelfiguren des Aphaiatempels von Ägina, den Äginetenfries, anlässlich von dessen Versteigerung auf der griechischen Insel Zakynthos und ließ ihn nach Rom bringen. Hier führte er die Oberaufsicht bei der Restaurierung der Figuren, die 1816 zunächst von Bertel Thorvaldsen in Gips und anschließend von Carlo Finelli (1785–1853) und Peter Kauffmann in Marmor ausgeführt wurden. 1823 bestellte ihn der König zum Generalsekretär der Münchner Kunstakademie. Ein ausführlicher Schriftwechsel mit ca. 1.470 dokumentierten Briefen Umfang zwischen dem König und Martin von Wagner wird im Deutschen Historischen Museum in Rom aufbewahrt.
Wagners eigenes künstlerisches Schaffen, das sich inzwischen von der Malerei auf die Bildhauerei verlagert hatte, trat immer mehr in den Hintergrund. Die Tätigkeit für Ludwig hingegen war so erfolgreich, dass dieser – inzwischen König von Bayern – den Künstler mit seinen herausragenden Kenntnissen in klassischer Archäologie und Kunstgeschichte im Jahr 1825 in den persönlichen Adelsstand erhob.
Wagners größtes eigenes bildhauerisches Werk ist der umfangreiche Relieffries im Auftrag König Ludwigs I. für den Innenraum der Walhalla: Der Zug der Germanen vom Kaukasus nach Mitteleuropa.
Ab 1831 wohnte Martin von Wagner als Kustos in der Villa Malta, die er für Ludwigs Rom-Aufenthalte 1827 erworben hatte. Kein Wunder, dass der Künstler überhaupt nicht erfreut war, als der König ihn 1841 zum Zentralgaleriedirektor der Münchener Pinakothek ernannte. Wagner reichte umgehend sein Rücktrittsgesuch von diesem Posten ein – was ihm der König nicht verübelte; offensichtlich war ihm bewusst, dass ihm seine „graue Eminenz in Kunstfragen“ in Rom weit mehr von Nutzen sein konnte.
1857 wurde Martin von Wagner für seine Verdienste um Kunst und Wissenschaft zum Ehrenbürger der Stadt Würzburg ernannt. Am 7. Dezember 1857 unterzeichnete er eine Schenkungsurkunde, mit der er der Universität Würzburg seinen gesamten Kunstbesitz übereignete. Die seit 1963 im Südflügel der Würzburger Residenz ausgestellten Universitätssammlungen (Antike, Gemälde und Graphik) sind darum nach Wagner benannt.
Martin von Wagner starb am 8. August 1858 in Rom. Sein Grab befindet sich auf dem Campo Santo Teutonico.

## Schriften (Auswahl)
- Bericht über die Äginetischen Bildwerke im Besitz S. Königlichen Hoheit des Kronprinzen von Bayern. Mit kunstgeschichtlichen Anmerkungen von Fr. W. Schelling. Stuttgart und Tübingen 1817.
- Die Kolosse vom Monte Cavallo, in: Kunstblatt 1824, Nr. 93 ff.
- Die Gruppe der Niobe, in: Kunstblatt 1830, Nr. 51 ff.

## Werke (Auswahl)

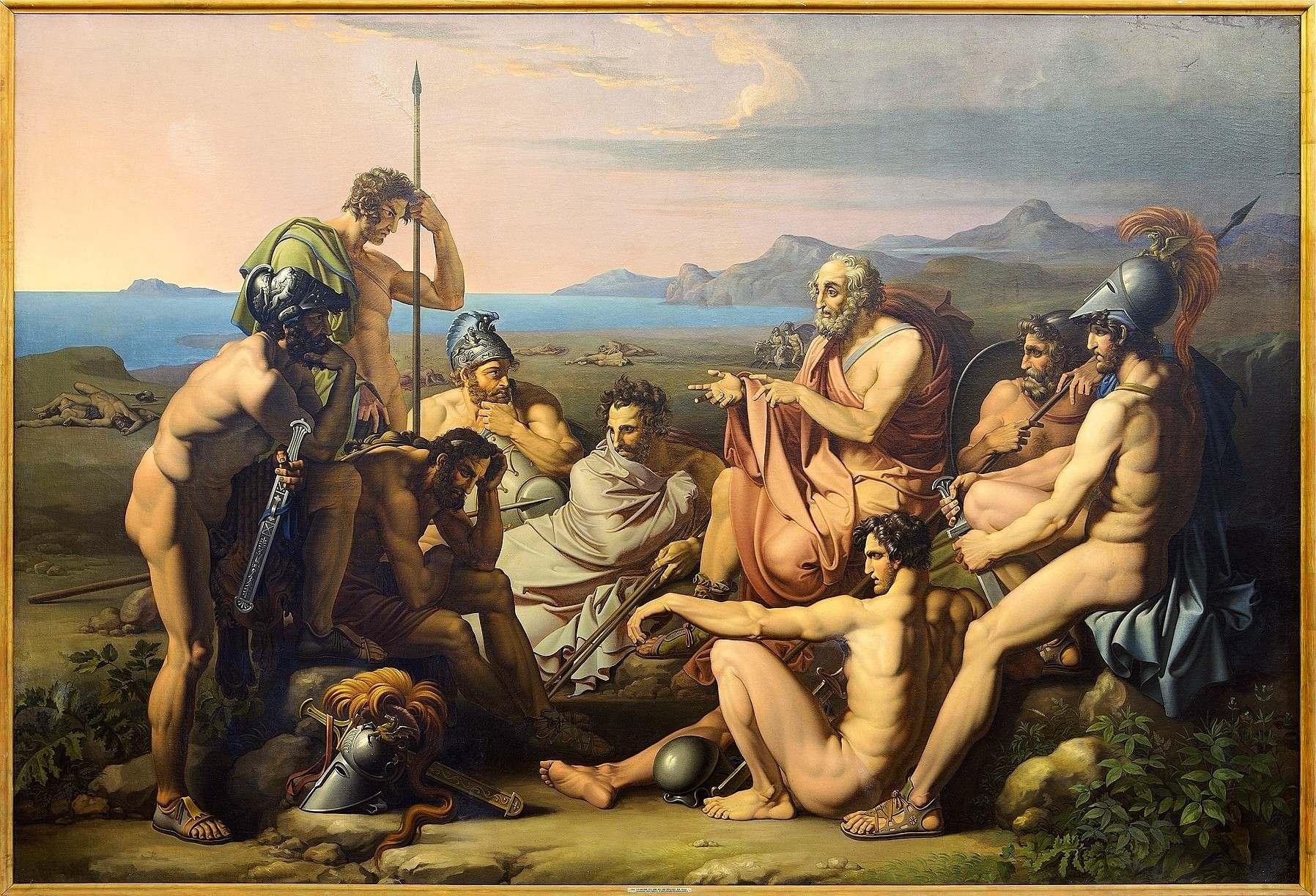
Johann Martin Wagner: Der Rat der Griechen vor Troja, 1807

- Die Heilige Familie und Rückkehr der Frauen vom Grabe Christi, Ölgemälde, um 1802
- Die Rathschlagenden Heerführer vor Troja (Der Rat der Griechen vor Troja), 1807; Auftrag des bayrischen Kronprinzen Ludwig: Würzburg, Martin von Wagner Museum.[2]
- Rekonstruktionsvorschlag (verworfen), Bauplanungsgutachten und Aufstellungskonzept für den Ägineten-Fries, 1815–1818
- München, Glyptothek (Architekt: Leo von Klenze 1818): Entwurf der figürlichen Ausstattung des südlichen Giebelfeldes und der Fassadennischen[3]
- München, Marstallgebäude (Architekt: Leo von Klenze 1822): Entwurf der Fassadengestaltung
- Walhallafries (1837), Originalmodell im Martin-von-Wagner-Museum
- skizzenhaftes Konzept für das Denkmal für König Maximilian I. Joseph 1823 in München (mit Leo von Klenze; Ausführung: Christian Daniel Rauch)
- München, Siegestor: Entwurf der figürlichen Ausstattung, um 1840 (Architekt: Friedrich von Gärtner)
- Friedrich Schiller: Das Eleusische Fest. Bildlich dargestellt von J. M. Wagner. Gestochen von F. Ruscheweyh